# Stovaina
La stovaina o amilocaina è il primo anestetico locale di sintesi.
È un derivato dalla cocaina, ma con una tossicità tre volte inferiore. Fu scoperto nel 1903 da Ernest Fourneau (stove è la parola inglese per fourneau).
Inodore, incolore, ma dal sapore amaro, questa polvere è stata utilizzata soprattutto come anestetico locale e regionale iniettato direttamente nella zona spinale, tra le vertebre, per addormentare la parte inferiore al punto di iniezione.
È nel maggio del 1904 che il dott. Chaput impiega per primo, e con ottimo risultato, la stovaina. Ben presto, però, ci si accorge dell'insorgere di frequenti casi di cefalee gravi ed altri disturbi, anche mortali, attribuiti alla reazione acida della stovaina che, a contatto con il liquor alcalino, precipita perdendo potere analgesico. Diversi studi vengono condotti, fino al definitivo abbandono del farmaco negli anni settanta, al fine di ovviare agli inconvenienti della tecnica.